# Ceratomyxa coris
Ceratomyxa coris is een microscopische parasiet uit de familie Ceratomyxidae. Ceratomyxa coris werd in 1916 beschreven door Georgévitch. 